# Championnat d'Europe de courses de camions 2019
Pour les articles homonymes, voir CECC.
Navigation
2018 2020
Le championnat d'Europe de courses de camions 2019 est la 35e édition du championnat d'Europe de courses de camions. Il comporte huit Grands Prix et débute le 26 mai à Misano en Italie pour s'achever le 6 octobre à Jarama.

## Pilotes et camions
| Équipes                      | Constructeurs | Châssis                   | Moteurs      | Pneus | no | Pilotes           |
| ---------------------------- | ------------- | ------------------------- | ------------ | ----- | -- | ----------------- |
| Die Bullen Von Iveco Marirus | Iveco         | Iveco Stralis 440 E 56 XP | Iveco        | G     | 1  | Jochen Hahn       |
| Die Bullen Von Iveco Marirus | Iveco         | Iveco Stralis 440 E 56 XP | Iveco        | G     | 44 | Stephanie Halm    |
| Buggyra Racing 1969          | Freightliner  | Freightliner              | Freightliner | G     | 55 | Adam Lacko        |
| Buggyra Racing 1969          | Freightliner  | Freightliner              | Freightliner | G     | 22 | Oliver Janes      |
| Tankpool 24 Racing           | Mercedes      | Mercedes                  | Mercedes     | G     | 5  | Norbert Kiss      |
| Tankpool 24 Racing           | Mercedes      | Mercedes                  | Mercedes     | G     | 24 | Fabio Citignola   |
| Löwen Power                  | Man           | Man                       | Man          | G     | 23 | Antonio Albacete  |
| Löwen Power                  | Man           | Man                       | Man          | G     | 30 | Sascha Lenz       |
| Reboconort Truck Racing Team | Man           | Man                       | Man          | G     | 14 | Jose Rodrigues    |
| Reboconort Truck Racing Team | Man           | Man                       | Man          | G     | 38 | Eduardo Rodrigues |

## Grand Prix de la saison 2019
Le 5 décembre 2018, le Conseil mondial de la Fédération internationale de l'automobile réuni à Saint-Petersbourg (France) officialise définitivement une saison comprenant huit Grand Prix, sur les mêmes circuits qu'en 2017.
| N° | Date                    | Grand Prix                | Lieu             | Vainqueur Course 1 | Vainqueur Course 2 | Vainqueur Course 3 | Vainqueur Course 4 | Pole Position Course 1 | Pole Position Course 3 |
| -- | ----------------------- | ------------------------- | ---------------- | ------------------ | ------------------ | ------------------ | ------------------ | ---------------------- | ---------------------- |
| 1  | 25 - 26 mai             | Grand Prix de Misano      | Misano Adriatico | Jochen Hahn        | Rene Reinert       | Norbert Kiss       | Jochen Hahn        | Jochen Hahn            | Norbert Kiss           |
| 2  | 22 - 23 juin            | Grand Prix de Hongrie     | Budapest         | Jochen Hahn        | Sascha Lenz        | Jochen Hahn        | Andre Kursim       | Jochen Hahn            | Jochen Hahn            |
| 3  | 6 - 7 juillet           | Grand Prix de Slovaquie   | Orechová Potôň   | Jochen Hahn        | Sascha Lenz        | Jochen Hahn        | Antonio Albacete   | Jochen Hahn            | Jochen Hahn            |
| 4  | 20 - 21 juillet         | Grand Prix du Nürburgring | Nürburg          | Jochen Hahn        | Adam Lacko         | Jochen Hahn        | Norbert Kiss       | Jochen Hahn            | Jochen Hahn            |
| 5  | 31 août - 1er septembre | Grand Prix de Most        | Most             | Jochen Hahn        | Rene Reinert       | Annulée            | Annulée            | Jochen Hahn            | Jochen Hahn            |
| 6  | 14 - 15 septembre       | Grand Prix de Zolder      | Zolder           | Jochen Hahn        | Rene Reinert       | Jochen Hahn        | Antonio Albacete   | Jochen Hahn            | Jochen Hahn            |
| 7  | 28 - 29 septembre       | Grand Prix du Mans        | Le Mans          | Jochen Hahn        | Andre Kursim       | Adam Lacko         | Sascha Lenz        | Jochen Hahn            | Adam Lacko             |
| 8  | 5 - 6 octobre           | Grand Prix de Jarama      | Jarama           | Jochen Hahn        | Norbert Kiss       | Adam Lacko         | Norbert Kiss       | Jochen Hahn            | Adam Lacko             |

## Déroulement de la saison et faits marquants du championnat

### Grand Prix de Zolder
Buggyra Racing 1969 remporte son 1000e podium lors de la course 3.
Hahn s'adjuge un sixième titre historique dès la deuxième course au Mans et devient donc le pilote le plus titré de l'histoire du championnat.